# Kišon
Kišon (hebrejsky נחל הקישון, Nachal Kišon, arabsky Nahr al-Mukutta) je 70 kilometrů dlouhá řeka na Západním břehu Jordánu a v Izraeli. Patří k největším vodním tokům v Izraeli. Plocha povodí dosahuje cca 1000 kilometrů čtverečních.

## Průběh toku
Pramení pod horou Gilboa na severním okraji Samařska, na pomezí Západního břehu Jordánu a Izraele. Prochází pak okolím města Dženín. Odtud směřuje k severu, vstupuje na území Izraele a stáčí se k severozápadu napříč rovinatou a zemědělsky využívanou krajinou Jizre'elského údolí. Na horním toku jde o sezónní tok (vádí), na dolním má Kišon trvalý průtok. Kvůli výrazným srážkovým výkyvům a hrozbě záplav během zimního období byla na toku Kišonu uprostřed Jizre'elského údolí zřízena umělá vodní nádrž Ma'agar Kfar Baruch (מאגר כפר ברוך). Přebytky vody jsou pak využívány pro zemědělské účely. Do Kišonu zde ústí několik dalších vodních toků, například Nachal ha-Šofet nebo Nachal Mizra.

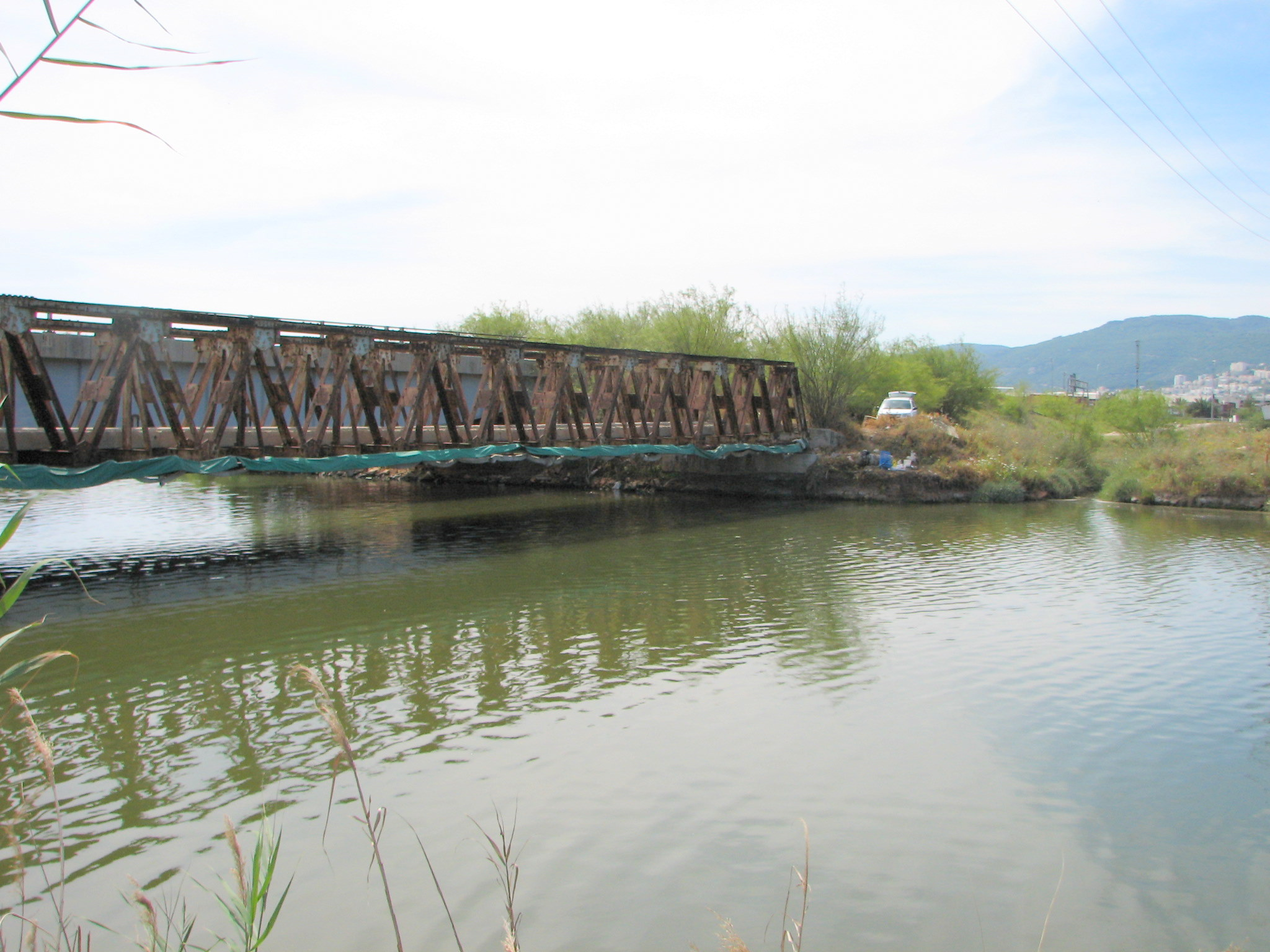
Kišon poblíž Haify v roce 2010, po vyčištění toku

Z Jizre'elského údolí prochází Kišon skrz soutěsku poblíž vesnice Ša'ar ha-Amakim (Brána údolí) do Zebulunského údolí . Zde do něj zprava ústí potok Nachal Cipori. Kišon se pak vlévá do Středozemního moře nedaleko Haify a Haifského přístavu, přičemž ještě těsně před vtokem do moře přijímá zprava krátký vodní tok Nachal Gdora.
V roce 2001 byla z iniciativy Oblastní rady Zevulun na dolním úseku toku zřízena turistická cesta. Poblíž ústí se řeka dlouhodobě potýkala se silným průmyslovým znečištěním. V září 2010 došlo při stavebních pracích poblíž toku Nachal Gdora k narušení hlavního kanalizačního potrubí a kontaminován byl i tok řeky Kišon, která přitom krátce předtím začínala jevit známky obnovy ekosystému, dlouhodobě do té doby narušovaného nečistotami.
Řeka je zmiňována v Bibli, například Kniha Soudců 5,21: „Potok Kíšon odplavil ty krále , potok prastarý, ten potok Kíšon. Jen je mocně pošlapej, má duše“

## Přítoky
levostranné
- Nachal Zavdon
- Nachal Ta'anach
- Nachal Oz
- Nachal Kejni
- Nachal Megido
- Nachal Jizhar
- Nachal Gachar
- Nachal ha-Šofet
- Nachal Jokne'am
- Nachal Elroj
- Nachal Chusejfa
- Nachal Jagur
- Nachal Ma'apilim
- Nachal Nešer
- Nachal Ben Dor

pravostranné
- Nachal Gilboa

- Nachal Adašim
- Nachal Mizra
- Nachal Cvi
- Nachal Nahalal
- Nachal Bejt Lechem
- Nachal Cipori
- Nachal Gdora